# Гайфі
Слово hyphy ([ˈhaɪfiː]) — сленг, поширений у районі затоки Сан-Франциско, що означає «гіперактивний» або ж походить від вислову «getting hyped» (укр. «стати збудженим»). Слово створив оклендський репер Keak da Sneak у 1994 р. Гайфі-культура почала з'являтися наприкінці 1990-х і на початку 2000-х як відповідь виконавців району затоки Сан-Франциско на комерційний хіп-хоп через невизнання ролі регіону у встановленні нових трендів в індустрії. Стиль відомий різкими, потужними ритмами, в цьому сенсі його можна порівняти з кранком, жанром південного хіп-хопу. Фразою «get hyphy» називають особу, котра енергійно й недоладно танцює у швидкому темпі чи спілкується з іншими надто голосно. «To get hyphy» схожа на південну фразу «to get crunk».
Стиль часто називають західноузбережним, більш ліричним аналогом кранку. Гайфі-рух тісно пов'язаний з культурою району затоки Сан-Франциско. Наприклад — із сайдшоу (особливо популярні в Східному Окленді), де збираються різні люди, щоб нелегально подивитися, показати автомобільні трюки.

## Яскраві представники
- Dubee
- E-40
- Husalah
- Keak da Sneak
- Lil Debbie
- Mistah F.A.B.
- The Federation
- The Team
- Too Short
- Traxamillion
- Turf Talk
- Yukmouth
- Клайд Карсон
- Мак Дре